# Teatre de la Casa de la Caritat
El teatre de la Casa de la Caritat és un edifici situat al carrer de Valldonzella, 21 del barri del Raval de Barcelona, catalogat com a bé cultural d'interès local. Actualment, el CCCB hi organitza conferències, lectures dramatitzades i propostes de tota mena organitzades amb motiu de festivals com Kosmopolis (literatura), Dansa Metropolitana (dansa) o Serializados Fest (audiovisual), entre d'altres.

## Història i descripció
Va ser projectat el 1912 per l'arquitecte Josep Goday i Casals, que aprofità restes d'edificis anteriors per a la nova construcció. Amb capacitat per a 2.000 persones, va ser decorat per l'escenògraf Oleguer Junyent i comptava amb pintures de Francesc Canyelles i vidrieres de la casa Rigalt i Granell. Molt en la línia de l'arquitectura industrial, les façanes estan fetes amb maó vist i diverses galeries d'arcs. El més interessant és, però, l'interior, cobert per un seguit d'arcs diafragma parabòlics que acullen una senzilla ornamentació modernista.
El 1957, la Casa de la Caritat es va traslladar a les noves Llars Mundet a la Vall d'Hebron, i el teatre va funcionar fins al 1968, quan va ser convertit en la seu del Club de Judo Sant Jordi, creat per la Diputació de Barcelona, que va instal·lar-hi un tatami de 600 m² sobre el pati de butaques.
El 2011, va ser reformat pels arquitectes José Antonio Martínez Lapeña i Elías Torres. La remodelació va permetre guanyar un espai de 3.164 m² repartits entre dos nous espais: la Sala Teatre, amb capacitat per a 500 espectadors, i la Sala Raval, amb un aforament de 170 persones, a la planta baixa. Els annexos s'han convertit en aules i seminaris, locals dels grups i col·lectius associats i un magatzem a la planta soterrani.